# Televisa Deportes
Televisa Deportes fue la división encargada de generar la programación deportiva de Grupo Televisa, desde su creación en 1998. Con sede en la Ciudad de México, cubrió una gran variedad de eventos deportivos en México y el Mundo; Copa Mundial de Fútbol (1962-2018), Juegos Olímpicos (1964-2012), Primera División de México, Copa México, Eurocopa, Copa América, Copa Oro de la Concacaf, Liga de Campeones de la UEFA, Fútbol Americano de la NFL, Grandes Ligas de Béisbol, NBA, Fórmula 1, Juegos Olímpicos de invierno.

## Historia
La programación deportiva en sus inicios era utilizada a manera de pruebas para la Televisión en México por parte del Canal 2, propiedad de Emilio Azcárraga Vidaurreta. La primera transmisión formal en la historia del Canal 2, fue un evento deportivo el 21 de marzo de 1951; un juego de béisbol entre Diablos Rojos del México y Azules de Veracruz en el Parque Delta de la Ciudad de México. En esa transmisión estuvieron: Roberto De la Rosa (camarógrafo), Roberto Kenny (productor), Germán Adalid (asistente) y Pedro Septién (narración).
Entre el 5 y el 20 de marzo de 1954 XEW Canal 2 compartió transmisiones con su competidor Canal 4, de los VII Juegos Centroamericanos y del Caribe que se desarrollaron en la Ciudad de México. Situación que repetirían al año siguiente, entre el 12 y 26 de marzo, para los II Juegos Panamericanos, justo días antes de fusionarse (junto al Canal 5) como Telesistema Mexicano. Esta unión permitió a la nueva empresa hacerse de las variadas transmisiones deportivas que ya realizaba el canal 4, que incluían lucha libre, tauromaquia, fútbol americano de la Liga Mayor mexicana y la Liga Mexicana de Béisbol.
El primer partido de fútbol transmitido por televisión en México, fue el correspondiente a la segunda jornada del II Campeonato Panamericano de Fútbol con sede en el estadio de Ciudad Universitaria el 4 de marzo de 1956, entre la selección local y Perú. En aquella ocasión, la expectativa generada por el torneo (el primero de alto nivel organizado en México) se sumó al sobrecupo del inmueble para 73 000 aficionados (entraron poco más de 100 000) y a los cerca de cuarenta mil que se quedaron sin boleto para el partido anterior entre México y Costa Rica del 26 de febrero; para que el Departamento del Distrito Federal, en coordinación con la Federación Mexicana de Fútbol solicitara a Telesistema Mexicano que transmitiera el encuentro. La transmisión se realizó a partir de las 11:50 hora local con la narración de Daniel Pérez Arcaraz y Antonio Andere a través del Canal 5, el patrocinio corrió a cargo de una empresa empacadora y una cervecera, la dirección de Roberto Kenny y se contó con la colaboración de 20 técnicos. El éxito de la emisión, y del torneo en general, cambio el hasta entonces poco interés que despertaba en el medio televisivo, el balompié como producto de difusión.
Sería Emilio Azcárraga Milmo, hijo del presidente de la mencionada cadena, Emilio Azcárraga Vidaurreta, quien promovería la incursión del fútbol en la televisión para masificarlo, popularizarlo y convertirlo posteriormente en un negocio. Además de transmitir los juegos de la selección mexicana, la empresa tendría como punto de partida la trasmisión de los partidos del Guadalajara a través del Canal 4 (teniendo como principal referencia mediática, la simpatía generada por su condición de jugar solo con mexicanos) y América por canal 2 (equipo posteriormente comprado por Emilio Azcárraga Milmo en 1959). Si bien la empresa transmitía de manera eventual partidos de los otros equipos locales de la Ciudad de México (Necaxa, Atlante y Pumas de la UNAM) y Guadalajara (Atlas, Oro y Nacional), las dos primero mencionadas, serían las únicas instituciones cuyos contratos de trasmisión eran por temporada y sus partidos eran los únicos que cubrían la, aun limitada, cadena nacional de las estaciones repetidoras en otras entidades.
Los otros equipos contendientes de la Primera División de aquellos años, cobraban sus derechos por partido transmitido, situación que vivirían todas las escuadras durante casi dos décadas. Dadas las condiciones tecnológicas de la época, las transmisiones de los encuentros dependían de la disponibilidad de estaciones repetidoras dentro o cerca de la localidad en la que se realizaba el partido, por lo que durante los primeros años de incursión televisiva, y salvo los tres equipos mencionados al principio, fueron muy ocasionales los juegos difundidos. A principio de la década de 1960, la extensión en el territorio del país de estaciones repetidoras y la entrada en función de la tecnología de videocinta para grabar señal de televisión, permitió ampliar las transmisiones de la mayoría de los equipos. Siendo el primero de estos el Toluca, que inició la difusión de sus juegos por el canal 2 a partir de 1963. Se le sumarían posteriormente Zacatepec y Cruz Azul al final de este década. Por otro lado, en el mismo lapso de conclusión de los años 1960, Televisión Independiente de México, a través del canal 8 comenzó a emitir partidos de Monterrey, León e Irapuato, mismas emisiones que pasaron a manos de Telesistema Mexicano cuando se produjo la fusión de las compañías el 8 de enero de 1973.
Los eventos deportivos continuaron desarrollándose dentro de la televisión en México. La cadena de radio XEW, propiedad del mismo dueño de la empresa televisora, ya transmitía desde hacía décadas partidos de la Grandes Ligas de Béisbol de Estados Unidos, por lo que con dicha experiencia en octubre de 1955 se transmitió la primera Serie Mundial por la televisión mexicana, protagonizada por Yankees de Nueva York y Dodgers de Brooklyn; los juegos eran retransmitidos un día después, luego del traslado en avión de las imágenes resguardadas a través de kinescopios. Posteriormente llegaría a Telesistema Mexicano la Copa del Mundo Chile 1962. Con la adquisición de estaciones móviles de videocinta (tecnología que permitió grabar señales de televisión), se grabaron los tres partidos de la Selección de fútbol de México y fueron enviados en avión desde Chile hasta México para su transmisión diferida. El uso de este sistema favoreció la internacionalización de la cadena, pues varias compañías extranjeras adquirieron las copias de los juegos para retransmitirlas en sus lugares de origen.
Telesistema mexicano transmitió los Juegos Olímpicos de Tokio 1964, siendo los primeros en ser difundidos en la Televisión en México y los primeros en llegar vía satélite. Así inició la transmisión de los Juegos Olímpicos en Televisa de manera interrumpida hasta Londres 2012 (retomándolos en Tokio 2020). Telesistema Mexicano fue la cadena de televisión local responsable de la producción y emisión de la señal internacional para los Juegos Olímpicos de México 1968 y la Copa Mundial de Fútbol de 1970; la empresa contribuyó en dos eventos históricos, pues cada edición significó la primera transmisión a color, y vía satélite, de unos Juegos Olímpicos y una Copa Mundial de Fútbol.
En octubre de 1964 se transmitió la primera Serie Mundial en directo, a través del sistema de microondas, protagonizada por Yankees de Nueva York y Cardenales de San Luis, no obstante sería hasta la Temporada 1974 que inició la emisión semanal de juegos de la fase regular de las Grandes Ligas de Béisbol.
El 8 de enero de 1973, Canal 8 de Televisión Independiente de México se fusiona con Telesistema Mexicano, para dar nacimiento a Televisa. Esto le daría forma a la barra de contenidos de Canal 2, Canal 5, Canal 8 (adquirió su numeración 9 hasta la década de los noventa) y Canal 4. Esta fusión permitió la llegada del fútbol americano de la NFL de Estados Unidos a Televisa; pues la cadena con la que se adhirió había iniciado las transmisiones de la mencionada liga desde finales de la década pasada, aunque dando cobertura únicamente a los juegos como local de los Dallas Cowboys, por lo que con el impulso de la nueva empresa, se amplió la transmisión a más equipos y se logró la emisión de un Super Bowl por primera vez en la edición XI jugada el 9 de enero de 1977.
Con el crecimiento general de la empresa, se fue incrementando la cobertura deportiva internacional, por lo que en las décadas de 1970 y 1980, se fueron agregando a su repertorio los Juegos Olímpicos de invierno, la Fórmula 1, los Juegos Panamericanos, los Juegos Centroamericanos y del Caribe, el Campeonato Mundial de Atletismo, el Campeonato Mundial de Gimnasia Artística, el Campeonato Mundial de Natación, las distintas ramas y categorías de campeonatos del mundo organizados por la FIFA (Femenina, Sub-20 varonil, Sub-17 varonil, femenina sub-20, femenina sub-17 y Mundial de Clubes), torneo internacionales de fútbol (Copa América, Eurocopa, Copa de Oro de la Concacaf, Liga de Campeones de la UEFA y Copa de Campeones de la Concacaf), peleas internacionales y nacionales de Boxeo, Lucha libre, eventos de Tauromaquia y Golf. 
Con la necesidad de un programa de información deportiva dentro del canal estelar de la empresa, normalmente avocado a información general y entretenimiento, el 3 de junio de 1979 nace Acción el primer resumen deportivo de la Televisión en México, con emisión los domingos por la tarde y con las voces de los narradores de Televisa. Para 1988 nace ECO (Empresa de Comunicaciones Orbitales) un segmento de noticias que solicitó la presencia de un programa deportivo de media hora dentro de su programación y en este mismo año el área de Eventos Especiales absorbería a deportes en Televisa. 
En 1993 comienza a transmitirse La Jugada conducida por Raúl Orvañanos los martes por Canal 4, después pasa a Canal 9, finalmente para 1998, La Jugada se une la programación del Canal de las Estrellas los domingos por la noche. 
Más Deporte tomó su espacio en Canal 2 después de reemplazar un par de programas que no lograron el éxito, primero desapareció Mundo Latino, un programa formato de revista, posteriormente remplazaría a Zambombazo, programa conducido por Enrique Bermúdez de la Serna, finalmente para 1997 nace el concepto de Más Deporte.
Históricamente, el contenido deportivo de Televisa había estado dividido entre las áreas de noticieros (para la producción de programas) y la de eventos especiales (para las coberturas de certámenes internacionales), hasta que, en el marco de las renovaciones dentro de la empresa, derivadas de la llegada de Alejandro Burillo Azcárraga, se determinó separar la producción y dirección deportivos para crear una sección independiente, colocando a cargo de esto a Alfredo Domínguez Muro. El 30 de abril de 1998 nace el concepto Televisa Deportes, con la primera cápsula a cargo de Antonio de Valdés. El proceso de renovación incluía la transformación de la línea editorial de la compañía, la generación de una barra de contenidos permanentes para todas las disciplinas transmitidas y la ampliación de las coberturas de Juegos Olímpicos y Copa Mundial de Fútbol, abordando enfoques más allá del análisis y la narración deportiva, es decir, agregando componentes de entretenimiento e investigación periodística.
Tras el nacimiento de Televisa Deportes, llegó en mayo de 1999 el Noticiero Televisa Deportes conducido por Javier Alarcón, Gerardo Liceaga Arteaga y Deborah Reissenweber, con emisiones en Canal 2 de lunes a viernes, hasta su última transmisión en julio del 2016.
En la nueva era aparece un programa llamado, Somos Fans, que pasaría la programación de Canal 5, pero que solo se transmitiría un mes en la televisión. Para continuar con la nueva etapa, Televisa Deportes retomó su espacio en Las Estrellas con el programa ¿A quién le vas?.
En 2019, se inició una serie de medidas destinadas a reestructurar la división de deportes en la compañía. Dados los acuerdos de negocios con la compañía estadounidense Univision, y en aras de competir en ambos mercados con las cadenas restringidas especializadas, se tomó la decisión de fusionar la labor de Televisa Deportes con las cadenas TDN y Univision TDN. Así el 20 de julio de 2019, comenzaron las transmisiones de TUDN, con lo cual se reemplazaron las cadenas antes mencionadas y la división de Televisa Deportes, de igual forma se reemplaza el noticiero NTD por el programa noticioso deportivo denominado Contacto deportivo, que continúa en emisión por Canal 2 de lunes a viernes después de los programas de comedia de la barra Noche de buenas.

## Programas
Televisa Deportes, ha contado con distintos programas deportivos dentro de la barra de programación de Televisa:
Programas actuales
- Acción (1979-actualidad)
- La jugada (1993-actualidad)
- Más deporte (1997-actualidad)
- Noticiero Televisa Deportes (1999 - 2016 / 2018 - 2019)
- Contacto deportivo TUDN (2019-actualidad)

Programas anteriores
- Zambombazo
- Tribunal TD
- NTD En Serio (2016)
- Somos Fans (2016)
- ¿A quién le vas? (2016-2018)

## Eventos transmitidos

### Fútbol
- Liga MX
- Liga MX Femenil
- Copa MX
- Copa Mundial de Fútbol
- Copa Mundial de Fútbol Sub-20
- Copa Mundial de Fútbol Sub-17
- Copa Mundial Femenina de Fútbol
- Copa Oro de la Concacaf
- Copa América
- Eurocopa

### Basquetbol
- NBA

### Béisbol
- MLB

### Box
- Top Rank
- HBO PPV

### Fútbol Americano
- NFL

### Automovilismo
- Fórmula 1

### MMA
- UFC

### Tenis
- Abierto Mexicano de Tenis

### Lucha Libre
- Lucha Libre AAA (1997-2019)
- Consejo Mundial de Lucha Libre

## Elenco
- Adolfo Peñaloza (Reportaje)
- Adrián Esparza Oteo (Narración)
- Adriana Monsalve (Conducción)
- Agustín Castillo (Análisis)
- Alberto Etcheverry (Análisis)
- Alejandro Berry (Conducción y Análisis)
- Alejandro Zenteno (Conducción)
- Alfonso Apaseo (Cobertura del Toluca y Reportajes)
- Alfonso Morales (Narración y análisis)
- Alfredo Ruíz (Narración)
- Alfredo Tame (Conducción)
- Alonso Cabral (Cobertura de UNAM y Análisis)
- Ana Caty Hernández (Conducción)
- Andrés Vaca (Narración y Conducción)
- Anselmo Alonso (Análisis y Conducción)
- Antonio de Valdés (Narración y Conducción)
- Antonio Gómez Luna (Reportaje)
- Antonio Nelly (Narración y Conducción)
- Armando Archundia (Análisis arbitraje)
- Arturo Rivera (Narración y Conducción)
- Axel Solís (Cobertura de Tigres y Reportajes)
- Braulio Luna (Análisis)
- Bruno Valencia (Reportajes)
- Carla Mondragón (Conducción)
- Carlos López Silanes (Análisis)
- Carlos Moreno (Análisis)
- Carolina Morán (Conducción)
- César Martínez (Cobertura de Cruz Azul y Análisis)
- Cesilio de los Santos (Análisis)
- Christelle Pattinson (Conducción)
- Christian Elguea (Narración)
- Cristián Rivas (Narración y Conducción)
- Damián "El Ruso" Zamogilny (Análisis)
- Daniel Schvartzman (Narración)
- David Braverman (Narración)
- Diana Ballinas (Conducción)
- Douglas Sloane (Narración)
- Edson Zúñiga (Comedia)
- Eduardo Bacas (Análisis)
- Eduardo Brizio (Análisis arbitraje)
- Eduardo Camarena (Narración)
- Eduardo Luna (Narración)
- Eduardo Saint Martin (Conducción)
- Eduardo Trelles (Análisis y Conducción)
- Emilio Fernando Alonso (Narración y Análisis)
- Enrique "El Perro" Bermúdez (Narración y Conducción)
- Enrique Burak (Narración y Conducción)
- Enrique Cancino (Conducción)
- Erick Fischer (Reportaje)
- Felipe Morales (Conducción)
- Félix García (Análisis y Conducción)
- Fernando Jesús Torres (Reportajes)
- Francisco Arrendondo (Reportajes)
- Francisco Javier Gónzalez (Narración y Conducción)
- Francisco "Kikin" Fonseca (Análisis)
- Francisco Palencia (Análisis)
- Georgina González (Narración y Conducción)
- Gerardo Ramos (Análisis)
- Gilberto Adame (Análisis)
- Gilberto Alcalá (Análisis arbitraje)
- Gisell Zarur (Conducción y Reportajes)
- Guillermo Zavala (Narración y Conducción)
- Gustavo Torrero (Análisis)
- Gwénaël Le Divenah (Análisis)
- Hugo Salcedo (Análisis y Conducción)
- Humberto Valdés (Tecnología TD)
- Ignacio Alva (Narración y Conducción)
- Iñaki Álvarez (Conducción)
- Javier Rojas (Cobertura del América y Reportajes)
- Jesús Zúñiga (Narración)
- Jimena Álvarez (Conducción)
- Jorge Sánchez (Narración y Conducción)
- José Luis López Salido (Narración y Conducción)
- Juan Carlos Cartagena (Narración)
- Juan Carlos Zúñiga (Narración y Conducción)
- Juan Dosal (Análisis)
- Julio Ibáñez (Cobertura del Necaxa y Reportajes)
- Leonardo Riaño (Narración)
- Lindsay Casinelli (Conducción)
- Luis Alberto Martínez (Conducción y Reportajes)
- Luis Leyva (Conducción y Reportajes)
- Luis Omar Tapia (Narración y Conducción)
- Luis Picazo (Narración y Conducción)
- Marc Crosas (Análisis)
- Marco Cancino (Narración y Conducción)
- Mario Castillejos (Análisis)
- Marisol González (Conducción)
- Mauricio Ymay (Cobertura de la Selección Mexicana y Conducción)
- Miguel Ángel Briseño (Narración y Conducción)
- Miguel España (Análisis)
- Miguel Gónzalez (Narración y Conducción)
- Oswaldo Sánchez (Análisis)
- Paco Villa (Narración y Conducción)
- Pedro Antonio Flores (Narración y Conducción)
- Pepe Segarra (Análisis)
- Raoul "Pollo" Ortiz (Narración y Conducción)
- Raúl Méndez (Narración)
- Raúl Pérez (Narración y Conducción)
- Raúl Sarmiento (Narración y Conducción)
- Ricardo Salazar (Estadísticas)
- Roberto Sosa (Narración)
- Rubén Zamora (Cobertura del  Ascenso Bancomer MX)
- Víctor González (Cobertura del Guadalajara y Reportajes)
- Vladimir Pozo (Narración)
- Yussif Caro (Reportaje)

## TelevisaDeportes.com
Televisa creó en 1998 el sitio web de Televisa Deportes, alojado en ese momento en su portal esmas.com para después pasar a www.televisadeportes.com como parte de los cambios de Televisa Interactive Media Tras el fin de la división por la creación de TUDN, la dirección web redirige al sitio de la nueva cadena.